# Narooma
Narooma is een plaats in de Australische deelstaat New South Wales en telt 3391 inwoners (2001).